# Терещенко, Вера Михайловна
Вера Михайловна Терещенко (1 марта 1924 — 16 октября 1942) — партизанка, разведчица Дмитриевского партизанского отряда 1-й Курской партизанской бригады .

## Биография
Вера Терещенко родилась в селе Дерюгино (ныне — посёлок Первоавгустовский Дмитриевского района Курской области) в многодетной семье Михаила Матвеевича и Анны Афанасьевны Терещенко. Михаил Матвеевич работал слесарем на сахарном заводе, Анна Афанасьевна умерла в 1928 году, оставив ему одиннадцать детей.
С началом немецкой оккупации Дмитриевского района Курской области Вера со своими одноклассниками организовали подпольную комсомольскую организацию, члены которой прослушивали сводки Совинформбюро, переписывали их от руки и распространяли листовки среди населения. После перехода к боевым действиям и ареста нескольких членов организации Вере пришлось уйти в лес к партизанам. В партизанском отряде Вера стала разведчицей и не раз выполняла задания.
В октябре 1942 года, находясь на задании, была предана и после длительных пыток казнена через повешение в Дмитриеве. На месте казни установлен памятник.
В июле 1946 года В. М. Терещенко посмертно была награждена орденом Отечественной войны 1 степени.

Портрет Веры Терещенко из книги В. Г. Злуникина «Вера».

## Память
Именем В. М. Терещенко названы:
- музей Боевой славы в средней школе в посёлке Первоавгустовский Дмитриевского района Курской области, действующий с 1976 года[2],
- улицы в посёлке Первоавгустовский, в городе Дмитриев и в городе Железногорск Курской области,
- образцовый пионерский лагерь в Курской области, созданный по инициативе ветерана Великой Отечественной войны, психолога и педагога, лауреата премии Ленинского комсомола Л. И. Уманского[3].

В Дмитриеве установлен памятник на месте казни партизанки.